# Hàn Ốc
Hàn Ốc hay Hàn Ác (chữ Hán: 韓偓, 844-923), tự: Trí Nghiêu (致堯), tiểu tự: Đông Lang (冬郎), hiệu: Ngọc Tiều Sơn Nhân (玉樵山人); là quan lại và là nhà thơ Trung Quốc thời Vãn Đường.

## Tiểu sử
Hàn Ốc là người Vạn Niên, nay thuộc ngoại ô thị trấn Tây An, tỉnh Thiểm Tây.
Cha ông là Hàn Chiêm, là anh em bạn rể với nhà thơ Lý Thương Ẩn.
Năm 10 tuổi, Hàn Ốc đã nổi tiếng về tài thơ, từng được Lý Thương Ẩn khen ngợi .
Năm 889 đời Đường Chiêu Tông (ở ngôi: 888-904), Hàn Ốc thi đỗ Tiến sĩ, làm quan trải các chức: Gián nghị đại phu, Hàn lâm học sĩ, Binh bộ thị lang. Sau vì không theo phe của quyền thần Chu Toàn Trung (tức Chu Ôn), nên bị giáng chức làm Tư mã Bộc Châu.
Đến đời Đường Ai Đế (ở ngôi: 904-907), có chiếu cho Hàn Ốc phục hồi chức cũ, nhưng ông không dám về triều. Ông mang qia quyến vào đất Mân (Phúc Kiến), nương nhờ Vương Thẩm cho đến khi mất (932), thọ 79 tuổi.
Tác phẩm của Hàn Ốc có Hàn lâm tập và Hương liễm tập.

## Sự nghiệp văn chương
Trong Hàn lâm tập, có một số bài phản ánh và cảm thương trước thời thế loạn ly. Xen vào đó, là tư tưởng hàm ân và trung quân của ông đối với nhà Đường.
Song, tập thơ mà ông đã bỏ công nhiều công sức, và được nhiều người chú ý nhất, đó là Hương liễm tập, có nghĩa là "thơ phấn hương". Nội dung của tập thơ này đa phần mô tả chuyện trai gái nhớ nhung, tương tư, thậm chí mô tả chuyện ái ân; hoặc là mô tả sự sầu não, cô đơn, và nhất là sự ức chế tình cảm (cũng như tình dục) của người đàn bà. Các bài như "Ngũ canh" (Năm canh), "Khuê tình" (Tình trong phòng khuê), "Áp hoa lạc" (Ép hoa rụng), "Trù trướng" (Buồn bã), Kế tông (Bới tóc), Ư tự (Mối sầu), "Trú tẩm" (Ngủ ngày), "Ngẫu kiến bối diện, thị tịch kiêm mộng" (Vô tình thấy phía sau mà đêm về mộng tưởng)...đã nói lên điều đó. So với các thi nhân thời bấy giờ, quả là ông đã vượt hẳn khỏi vòng kiềm tỏa của khuôn sáo cũ, mở một lối đi cho riêng mình, với một chủ đề thơ mới lạ và táo bạo .

## Giới thiệu thơ
Giới thiệu ba trong số bài thơ tiêu biểu trong Hương Liễm tập của Hàn Ốc.
| Phiên âm Hán-Việt: Xuân khuê: Nhân uân trướng lư hương Bạc bạc thụy thời trang Trường hu giải la đái Khiếp kiến thượng không sàng. Dịch nghĩa: Khuê phòng mùa xuân Trong màn hương thoảng thoảng dễ chịu Ăn mặc sơ sài để ngủ Cởi thắt lưng quần, than dài một tiếng Vì thấy cái giường không mà kinh hãi. Phiên âm Hán-Việt: Trú tẩm Phác phấn canh thiêm hương thể hoạt Giải y duy kiến hạ thường hồng Phiền khâm sạ xúc băng hồ lãnh Quyện chẫm từ y bảo kế tông. Dịch nghĩa: Ngủ ngày Đánh phấn thêm cho thân thể thơm mát, Cởi áo mới thấy quần màu hồng ở dưới. Chạm phải chiếc mền, thấy lạnh như băng, Mệt mỏi tựa búi tóc vào gối. | Phiên âm Hán Việt: Ngũ canh Văng niên tằng ước Úc Kim sàng Bán dạ tiềm thân nhập động phòng Hoài lư bất tri kim điền lạc Ám trung duy giác tú hài hương Thử thời dục biệt hồn câu đoạn Tự hậu, tương phùng nhăn cánh cuồng Quang cảnh toàn tiêu trù trướng tại Nhân sinh doanh đắc thị thê lương. Dịch nghĩa: Năm canh Năm xưa từng hẹn trên giường Úc Kim, Nửa đêm lén đến động phòng. Trong lúc ôm nhau chẳng biết trâm rơi đâu mất, Ở trong bóng tối chỉ cảm thấy mùi đôi hài thêu. Lúc đó, muốn rời nhau nhưng hồn rã rời, Từ đấy hễ gặp nhau là nhìn nhau điên cuồng. Cảnh ấy giờ đấy chẳng còn nữa, Chỉ còn nỗi buồn suốt đời. |

## Sách tham khảo
- Sở nghiên cứu văn học thuộc Viện Khoa học xã hội Trung Quốc biên soạn, Lịch sử văn học Trung Quốc (Tập II), Bản dịch do Nhà xuất bản Giáo dục Việt Nam ấn hành năm 1993.
- Dịch Quân Tả, Văn học sử Trung Quốc(Quyển I). Nhà xuất bản Trẻ, 1992.